# Brasil na Copa Davis de 2001
Na Copa Davis de 2001, o Brasil, liderado pelo então nº 1 do mundo Gustavo Kuerten alcançou as quartas-de-finais da competição.
Muito por conta do expressivo resultado conquistado no ano anterior, este ano o Brasil foi escolhido pela primeira vez na história como cabeça de chave do Grupo Mundial. Na listagem distribuída pela Federação Internacional de Tênis (ITF), a equipe constou como a sétima favorita.

## Resultados
| Fase             | Nível         | Mandante | Visitante | Resultado geral |
| ---------------- | ------------- | -------- | --------- | --------------- |
| Primeira fase    | Grupo Mundial | Brasil   | Marrocos  | 4–1             |
| Quartas de final | Grupo Mundial | Brasil   | Austrália | 1–3             |

### Primeira fase
Datas: 9 a 11 de março
| Cidade         | Piso   | Dia | Vencedor                      | Perdedor                 | Resultado                |
| -------------- | ------ | --- | ----------------------------- | ------------------------ | ------------------------ |
| Rio de Janeiro | saibro | 1   | Gustavo Kuerten               | Karim Alami              | 46–7, 6–4, 3–6, 6–1, 6–2 |
| Rio de Janeiro | saibro | 1   | Fernando Meligeni             | Hicham Arazi             | 6–4, 5–7, 6–3, 4–3, ab.  |
| Rio de Janeiro | saibro | 2   | Jaime Oncins Alexandre Simoni | Karim Alami Hicham Arazi | 6–3, 6–3, 6–3            |
| Rio de Janeiro | saibro | 3   | Gustavo Kuerten               | Mounir El Aarej          | 6–2, 6–2                 |
| Rio de Janeiro | saibro | 3   | Karim Alami                   | Alexandre Simoni         | 6–4, 0–6, 6–3            |

### Quartas de final
Datas: 6 a 8 de abril
| Cidade        | Piso   | Dia | Vencedor                              | Perdedor                              | Resultado                |
| ------------- | ------ | --- | ------------------------------------- | ------------------------------------- | ------------------------ |
| Florianópolis | saibro | 1   | Gustavo Kuerten                       | Pat Rafter                            | 4–6, 6–4, 7–61, 2–1, ab. |
| Florianópolis | saibro | 1   | Lleyton Hewitt                        | Fernando Meligeni                     | 6–3, 6–3, 6–3            |
| Florianópolis | saibro | 2   | Lleyton Hewitt Pat Rafter             | Gustavo Kuerten Jaime Oncins          | 7–67, 7–63, 7–65         |
| Florianópolis | saibro | 3   | Lleyton Hewitt                        | Gustavo Kuerten                       | 7–65, 6–3, 7–63          |
| Florianópolis | saibro | 3   | Alexandre Simoni vs. Richard Fromberg | Alexandre Simoni vs. Richard Fromberg | 2–6, 4–4, não completado |